# Kępa (powiat chełmski)
Kępa – wieś w Polsce położona w województwie lubelskim, w powiecie chełmskim, w gminie Dorohusk.
| SIMC    | Nazwa     | Rodzaj    |
| ------- | --------- | --------- |
| 0102568 | Karczunek | część wsi |
| 0102574 | Ostrów    | część wsi |

W latach 1975–1998 miejscowość należała administracyjnie do województwa chełmskiego. 
Wieś jest sołectwem w gminie Dorohusk. Według Narodowego Spisu Powszechnego z roku 2011 wieś liczyła 39 mieszkańców i była 26. co do liczby ludności miejscowością gminy.
Wierni Kościoła rzymskokatolickiego należą do parafii Najświętszej Maryi Panny Matki Kościoła w Brzeźnie lub do parafii Świętych Apostołów Piotra i Pawła w Świerżach.